# 125 років Чернівецькому державному університету (монета)
«125 ро́ків Черніве́цькому держа́вному університе́ту» — ювілейна монета номіналом дві гривні, випущена Національним банком України. Присвячена одному із провідних вузів України — Чернівецькому державному університету ім. Юрія Федьковича.
Монету введено в обіг 15 вересня 2000 року. Вона належить до серії «Вищі навчальні заклади України».

## Опис монети та характеристики
| Номінал грн. | Метал      | Маса, грам | Діаметр, мм. | Якість виготовлення | Гурт     | Тираж, штук |
| ------------ | ---------- | ---------- | ------------ | ------------------- | -------- | ----------- |
| 2            | нейзильбер | 12,8       | 31,0         | звичайна            | рифлений | 50 000      |

### Аверс
На аверсі монети у центрі розміщено малий Державний Герб України, з обох боків якого — орнаментальні картуші, що відтворені з ліпнини стелі головного корпусу університету, логотип Монетного двору Національного банку України та написи: «УКРАЇНА», «2000», «2 ГРИВНІ».

### Реверс
На реверсі монети зображено в арочному прорізі головний фасад університету (архітектор Й. Главка) та написи у два рядки: «ЧЕРНІВЕЦЬКИЙ ДЕРЖАВНИЙ УНІВЕРСИТЕТ», «125 років».

## Автори

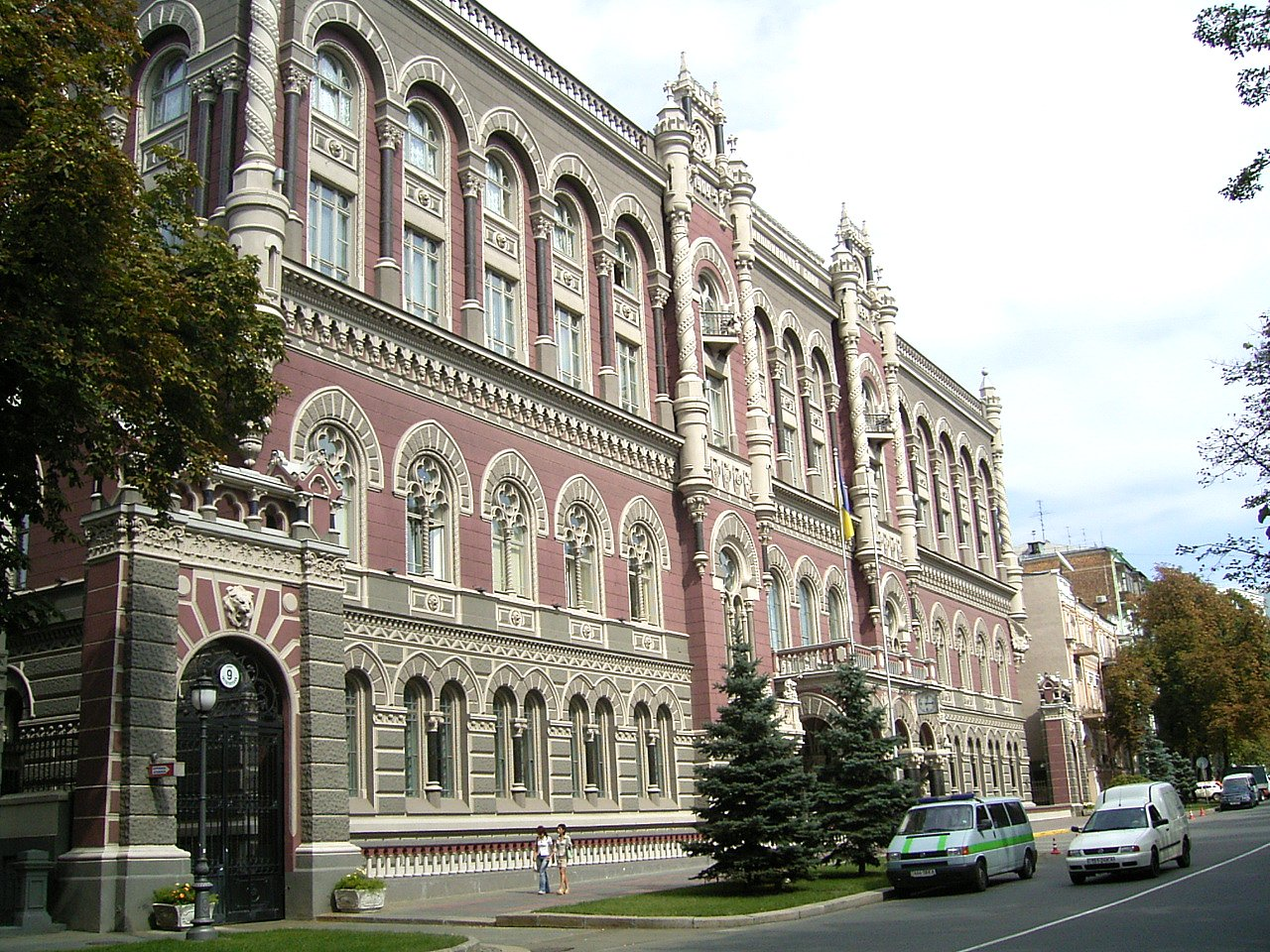
Будівля Національного банку України

- Художник — Микола Кочубей.
- Скульптор — Святослав Іваненко.

## Вартість монети
Ціну монети — 2 гривні встановив Національний банк України у період реалізації монети через його філії у 2000 році.
Фактична приблизна вартість монети з роками змінювалася так:
| Рік        | 2010 | 2011 | 2012 | 2013 | 2014 | 2015 | 2016 | 2017 | 2018 | 2019 | 2020 | 2021 | 2022 | 2023 | 2024 | 2025 |
| ---------- | ---- | ---- | ---- | ---- | ---- | ---- | ---- | ---- | ---- | ---- | ---- | ---- | ---- | ---- | ---- | ---- |
| Ціна, грн. | 40   | 40   | 50   | 50   | 50   | 80   | 105  | 160  | 180  | 190  | 180  | 170  | 180  | 230  | 260  | 250  |